# Kimmo Eskelinen
Kimmo Eskelinen (* 4. dubna 1983, Svenljunga) je švédský florbalista hrající na pozici obránce. V klubu Svenljunga IBK odstartoval svoji kariéru, jeho nynějším klubem je však Warbergs IC 85, s nímž v letech 2005, 2007 a 2008 vyhrál Švédskou superligu.
Se švédskou florbalovou reprezentací vyhrál v letech 1996 a 2006 na Mistrovství světa zlaté medaile. Kimmo Eskelinen je proslulý svými velmi tvrdými střelami.

## Medaile
Seznam medailí, které získal Kimmo Eskelinen na mistrovství světa:
| Medaile | Soutěž                             | Zápasy | Body |
| ------- | ---------------------------------- | ------ | ---- |
|         | Mistrovství světa ve florbale 1996 | 1      | 0    |
|         | Mistrovství světa ve florbale 2006 | 2      | 2    |
|         | Mistrovství světa ve florbale 2008 | 6      | 6    |